# Aspidiotus cymbidii
Aspidiotus cymbidii är en insektsart som beskrevs av Bouché 1844. Aspidiotus cymbidii ingår i släktet Aspidiotus och familjen pansarsköldlöss. Inga underarter finns listade i Catalogue of Life.